# نیس (واگور)
نیس (به لاتین: Nes) یک منطقهٔ مسکونی در جزایر فارو است که در Vágur Municipality واقع شده‌است. نیس ۳۵ نفر جمعیت دارد.